# Малютянська сільська рада
Малютянська сільська рада — колишній орган місцевого самоврядування у Києво-Святошинському районі Київської області з адміністративним центром у с. Малютянка.

## Загальні відомості
Історична дата утворення: в 1972 році. Водоймища на території, підпорядкованій даній раді: річка Глева.

## Населені пункти
Сільській раді підпорядковані населені пункти:
- с. Малютянка
- с. Іванків

## Склад ради
Рада складалася з 16 депутатів та голови.